# Morgan Singer
Sir Morgan Singer (13 dicembre 1864 – Winchester, 27 aprile 1938) è stato un ammiraglio inglese.

## Carriera
Entrò nella Royal Navy e nel 1908 divenne capitano della nave da crociera HMS Roxburgh.
Servì nella prima guerra mondiale e fu nominato direttore della Naval Ordnance nell'agosto 1914 assumendosi la responsabilità per l'intera fornitura di cannoni, siluri e mine per l'Ammiragliato, carica che mantenne fino al 1917.
Promosso a vice ammiraglio nel febbraio 1919, divenne comandante in capo del North America and West Indies Station nello stesso mese. Fu comandante in capo delle guardie costiere e riserve nel 1921. Nel 1924 divenne ammiraglio.

## Morte
Nel 1899 sposò Emily Mary Desborough.
Morì il 27 aprile 1938 a Winchester.